# Lappis
Lappis, il cui nome completo è Stora Lappkärrsberget oppure Lappkärrsberget, è un quartiere di Stoccolma, Svezia. 

## Descrizione
Lappis si trova a Frescati, nel nord di Stoccolma. Fa anche parte del parco di Norra Djurgården ed è inoltre prossimo al campus dell'Università di Stoccolma. È un quartiere prevalentemente abitato da studenti con più di 2.000 appartamenti appartenenti alla SSSB (la fondazione Stockholms Studentbostäder), il che lo rende il più grande quartiere universitario di Stoccolma. Gli edifici di Lappis si trovano prevalentemente in prossimità di tre strade parallele: Professorsslingan, Amanuensvägen e Forskarbacken, oltre che su una via adiacente, la Docentbacken (con appartamenti privati).
A Lappis si trova una piazza principale dove sono presenti una pizzeria, un supermercato, un chiosco e un ufficio della SSSB. Molti degli studenti che vi trovano alloggio aderiscono al programma di scambio relativo al progetto Erasmus o ad altri accordi universitari, KTH o di altre università di Stoccolma. Molte attività e feste a Lappis vengono organizzate direttamente dagli studenti.
Lappis è raggiungibile in autobus (numero 50) dalla stazione Universitetet (linea 
rossa della metropolitana, ramo diretto al capolinea di Mörby centrum).